# ماریا فیوره
ماریا فیوره (ایتالیایی: Maria Fiore؛ ‏ ۱ اکتبر ۱۹۳۵ – ۲۸ اکتبر ۲۰۰۴) بازیگر اهل ایتالیا بود.
از فیلم‌ها یا برنامه‌های تلویزیونی که وی در آن نقش داشته‌است، می‌توان به ترانه عاشقانه، بیا درباره زن‌ها حرف بزنیم، دو شاهی امید و چرخ‌وفلک ناپل اشاره کرد.